# Dockenmühle
Dockenmühle ist eine Wüstung auf dem Gemeindegebiet des Marktes Allersberg im Landkreis Roth (Mittelfranken, Bayern).

## Lage
Die Einöde lag an der Kleinen Roth. Eine Gemeindeverbindungsstraße führte zu einer Anschlussstelle der Reichsautobahn Berlin–München (0,3 km westlich) bzw. nach Allersberg (1,3 km östlich).

## Geschichte
Dockenmühle gehörte bereits im Heiligen Römisches Reich zu Allersberg. Das Hochgericht, Niedergericht und Grundherrschaft übte das pfalz-neuburgische Landrichteramt Allersberg aus.
Im Rahmen des Gemeindeedikts (frühes 19. Jahrhundert) wurde Dockenmühle dem Steuerdistrikt und der Munizipalgemeinde Allersberg zugewiesen. Der Ort wurde in einem Ortsverzeichnis von 1888 letztmals aufgelistet und in einer topographischen Karte von 1939 letztmals verzeichnet.

### Einwohnerentwicklung
| Jahr      | 001818 | 001836 | 001861 | 001871 | 001885 |
| Einwohner | 9      | 9      | 5      | 7      | 4      |
| Häuser    | 1      | 2      |        |        | 1      |
| Quelle    | [ 6 ]  | [ 7 ]  | [ 8 ]  | [ 9 ]  | [ 4 ]  |

## Religion
Der Ort war römisch-katholisch geprägt und nach Mariä Himmelfahrt (Allersberg) gepfarrt.